# Шишманци
Шишманци (болг. Шишманци) — село в Болгарии. Находится в Пловдивской области, входит в общину Раковски. Население составляет 970 человек.

## Политическая ситуация
В местном кметстве Шишманци, в состав которого входит Шишманци, должность кмета (старосты) исполняет Владимир Енев Пенев (независимый) по результатам выборов правления кметства.
Кмет (мэр) общины Раковски — Франц Генов Коков (коалиция партий: Граждане за европейское развитие Болгарии (ГЕРБ), национальное движение «Симеон Второй» (НДСВ)) по результатам выборов в правление общины.